# Íñigo Cervantes
Íñigo Cervantes Huegún Garcia (Hondarribia, 30 novembre 1989) è un tennista spagnolo di origine basca.
In singolare ha disputato una semifinale del circuito maggiore e ha vinto diversi tornei nei circuiti minori, nel marzo 2016 ottiene il suo miglior ranking ATP raggiungendo la 56ª posizione. In doppio ha perso una finale nel circuito maggiore, ha vinto diversi tornei nei circuiti minori e si è spinto fino al 95º posto del ranking nel giugno 2025.

## Biografia
Nato in una famiglia di sportivi, il padre è l'ex portiere Manuel Cervantes, che aveva giocato in alcuni club della massima serie spagnola. Íñigo Cervantes ha a sua volta giocato a calcio fino all'età di 14 anni.

## Carriera
Il 3 agosto 2009 conquista il suo primo titolo nel circuito Challenger a Saransk sconfiggendo per 7-5, 6-4 in finale il francese Jonathan Dasnieres De Veigy. Il primo titolo Challenger in doppio arriva nel marzo 2012 a Rabat. Al successivo torneo di Wimbledon vince il suo unico incontro in una prova del Grande Slam. Il buon momento di forma, che lo porta a ridosso della top 100, finisce a settembre con l'infortunio al gomito per il quale a febbraio 2013 si sottopone a un intervento chirurgico. Rientra a maggio 2013 e dopo due soli tornei deve nuovamente fermarsi, questa volta per un problema a entrambe le anche che lo costringe a una nuova operazione e a stare lontano dalle competizioni per altri otto mesi. Il periodo sfortunato continua con un infortunio a un piede e una terza operazione che lo tiene lontano dai campi da gioco fino all'aprile 2014.
Nel 2015 diventa protagonista nei tornei di singolare del circuito Challenger, raggiunge cinque finali e ne vince tre, a novembre entra per la prima volta nella top 100 del ranking. Si qualifica per l'ultima edizione delle ATP Challenger Tour Finals e si aggiudica il torneo sconfiggendo in finale Daniel Muñoz de la Nava con il punteggio di 6-2, 3-6, 7-6. Sarà l'ultimo titolo in singolare della carriera e chiude la stagione con il nuovo miglior ranking alla 72ª posizione mondiale.
Il buon momento di forma continua nei primi mesi del 2016, a febbraio gioca la sua prima e unica finale ATP nel doppio di Buenos Aires con Paolo Lorenzi, perdendo da Juan Sebastián Cabal e Robert Farah. A fine mese disputa la sua unica semifinale ATP in singolare a San Paolo del Brasile e raccoglie due soli giochi contro Pablo Carreño Busta. Subito dopo vince in singolare i suoi unici incontri in tornei Masters 1000, uno a Indian Wells e uno a Miami, e il 21 marzo sale al 56º posto mondiale, che resterà il suo miglior ranking in carriera.
Continua a giocare per tutta la stagione quasi esclusivamente nel circuito maggiore e vince in totale altri sei incontri nei tabelloni principali, tra i quali quello contro il nº 27 del mondo Alexander Zverev all'ATP 500 di Amburgo. I punti guadagnati non compensano quelli accumulati l'anno prima nei Challenger e a novembre esce definitivamente dalla top 100. A settembre aveva vinto il doppio al Challenger di Siviglia, risultato che gli era valso il nuovo miglior ranking in doppio al 105º posto.
Nel 2017 perde l'unico incontro giocato nei tabelloni ATP e viene eliminato in tutti i tornei ATP di qualificazione. Torna a giocare nei Challenger senza grandi risultati, continua la discesa nel ranking e a luglio si trova alla 288ª posizione. Quello stesso mese si riscatta raggiungendo la semifinale al Challenger di Tampere e a settembre disputa e perde la sua ultima finale in singolare della carriera al Challenger di Siviglia, dove invece si conferma campione in doppio. A novembre esce dalla top 300 di singolare.
Rimasto inattivo dal maggio 2018 al luglio 2019, nel maggio 2019 esce dai ranking. Rientra giocando nei tornei minori e risale con più rapidità nel ranking di doppio, nonostante giochi meno tornei di quelli in singolare. Non rientrerà più nella top 500 in singolare, mentre riprende a vincere tornei in doppio, nel novembre 2020 torna a vincere un titolo Challenger a Lima e chiude la stagione al 240º posto. Nel marzo 2021 inizia un altro periodo di inattività, rientra a fine gennaio del 2022 e risale la classifica soprattutto in doppio, vincendo in stagione i Challenger di Murcia e Troyes e altri tre tornei ITF. Da fine 2022 gioca quasi esclusivamente in doppio.
Nel giugno 2023 vince il torneo di doppio al Troisdorf Challenger e rientra nella top 200. Consegue altri discreti risultati e nel gennaio 2024 risale al 143º posto. Subisce una flessione nel rendimento, scende in classifica e torna a mettersi in luce a luglio vincendo il Challenger di Tampere. Vince il successivo titolo nel febbraio 2025 al Tenerife Challenger. Ad aprile consegue uno dei risultati più prestigiosi in carriera raggiungendo con Oriol Roca Batalla i quarti di finale all'ATP 500 del Barcelona Open e ritocca il miglior ranking dopo quasi 9 anni. Il mese dopo entra per la prima volta nella top 100 di doppio e a giugno sale alla 95ª posizione.

## Statistiche
Aggiornate al 23 giugno 2025.

### Doppio

#### Finali perse (1)
| Legenda                   |
| Grande Slam (0)           |
| ATP World Tour Finals (0) |
| ATP Masters 1000 (0)      |
| ATP World Tour 500 (0)    |
| ATP World Tour 250 (1)    |

| N. | Data             | Torneo                       | Superficie      | Compagno      | Avversari in finale               | Punteggio |
| 1. | 14 febbraio 2016 | Argentina Open, Buenos Aires | Terra rossa (i) | Paolo Lorenzi | Juan Sebastián Cabal Robert Farah | 3-6, 0-6  |

### Tornei minori

#### Singolare

##### Vittorie (12)
| Legenda        |
| Challenger (6) |
| ITF (6)        |

| N.  | Data              | Torneo                                   | Superficie  | Avversario in finale        | Punteggio        |
| 1.  | 14 giugno 2008    | Spain F23, La Palma                      | Cemento     | David Canudas Fernández     | 6-4, 4-6, 6-4    |
| 2.  | 20 luglio 2008    | Spain F27, Gandía                        | Terra rossa | Roberto Bautista Agut       | 4-6, 7-5, 6-1    |
| 3.  | 18 gennaio 2009   | Spain F1, Minorca                        | Terra rossa | Javier Genaro Martínez      | 6-2, 6-3         |
| 4.  | 2 agosto 2009     | Mordovia Cup, Saransk                    | Terra rossa | Jonathan Dasnieres De Veigy | 7-5, 6-4         |
| 5.  | 16 maggio 2010    | Spain F16, Lleida                        | Terra rossa | Andoni Vivanco Guzmán       | 6-4, 7-5         |
| 6.  | 19 giugno 2011    | Netherlands F2, Alkmaar                  | Terra rossa | Maxime Authom               | 6-3, 4-6, 6-0    |
| 7.  | 25 settembre 2011 | ATP Challenger Trophy, Trnava            | Terra rossa | Pavol Červenák              | 6-4, 7-6(3)      |
| 8.  | 13 aprile 2014    | Croatia F7, Pola                         | Terra rossa | Matteo Trevisan             | 5-7, 7-5, 6-1    |
| 9.  | 3 maggio 2015     | Ostrava Open Challenger, Ostrava         | Terra rossa | Adam Pavlásek               | 7-6(5), 6-4      |
| 10. | 31 maggio 2015    | Internazionali Città di Vicenza, Vicenza | Terra rossa | John Millman                | 6-4, 6-2         |
| 11. | 4 luglio 2015     | Marburg Open, Marburgo                   | Terra rossa | Nils Langer                 | 2-6, 7-6(3), 6-3 |
| 12. | 29 novembre 2015  | ATP Challenger Tour Finals, São Paulo    | Terra rossa | Daniel Muñoz de la Nava     | 6-2, 3-6, 7-6(4) |

##### Sconfitte (10)
| Legenda        |
| Challenger (6) |
| ITF (4)        |

| N.  | Data              | Torneo                          | Superficie   | Avversario in finale    | Punteggio        |
| 1.  | 13 luglio 2008    | Spain F26, Elche                | Terra rossa  | Sergio Gutierrez-Ferrol | 4-6, 5-7         |
| 2.  | 26 ottobre 2008   | Spain F40, Sant Cugat           | Terra rossa  | Antonio Sancic          | 6(5)-7, 3-6      |
| 3.  | 16 novembre 2008  | Spain F43, Maspalomas           | Terra rossa  | Andrea Arnaboldi        | 6-3, 3-6, 5-7    |
| 4.  | 18 luglio 2010    | Estonia F1, Kuressaare          | Terra rossa  | Pablo Santos            | 6(5)-7, 7-5, 3-6 |
| 5.  | 23 settembre 2012 | Szczecin Open, Stettino         | Terra rossa  | Victor Hănescu          | 4-6, 5-7         |
| 6.  | 8 giugno 2014     | Franken Challenge, Fürth        | Terra rossa  | Tobias Kamke            | 3-6, 2-6         |
| 7.  | 24 maggio 2015    | Eskişehir Cup, Eskişehir        | Cemento      | Paolo Lorenzi           | 6(4)-7, 6(5)-7   |
| 8.  | 22 novembre 2015  | Uruguay Open, Montevideo        | Terra rossa  | Guido Pella             | 5-7, 6-2, 4-6    |
| 9.  | 10 luglio 2016    | Braunschweig Open, Braunschweig | Terra rossa  | Thomaz Bellucci         | 1-6, 6-1, 3-6    |
| 10. | 9 settembre 2017  | Copa Sevilla, Siviglia          | Terra gialla | Félix Auger-Aliassime   | 7-6(4), 3-6, 3-6 |

#### Doppio

##### Vittorie (23)
| Legenda         |
| Challenger (10) |
| ITF (13)        |

| N.  | Data              | Torneo                                     | Superficie   | Compagno                | Avversari in finale                             | Punteggio              |
| 1.  | 10 maggio 2008    | Spain F18, Vic                             | Terra rossa  | David Díaz Ventura      | Bart Govaerts Carlos Rexach-Itoiz               | Walkover               |
| 2.  | 16 agosto 2008    | Spain F31, Irún                            | Terra rossa  | Gerard Granollers Pujol | Thomas Cazes Carrere Romain Jouan               | 6(5)-7, 7-6(5), [10-6] |
| 3.  | 18 ottobre 2008   | Spain F39, Sabadell                        | Terra rossa  | Gerard Granollers Pujol | David Ollivier Baquero Carlos Rexach Itoiz      | 7-5, 3-6, [10-7]       |
| 4.  | 18 gennaio 2009   | Spain F1, Minorca                          | Terra rossa  | Gerard Granollers Pujol | Dustin Brown Peter Steinberger                  | 6-3, 7-5               |
| 5.  | 7 maggio 2011     | Spain F14, Balaguer                        | Terra rossa  | Miguel Ángel López Jaén | Allen Perel Gabriel Trujillo Soler              | 4-6, 6-2, [10-3]       |
| 6.  | 18 giugno 2011    | Netherlands F2, Alkmaar                    | Terra rossa  | Pablo Galdón            | Timo Nieminen Juho Paukku                       | 6-0, 7-6(3)            |
| 7.  | 17 marzo 2012     | Morocco Tennis Tour Rabat, Rabat           | Terra rossa  | Federico Delbonis       | Martin Kližan Stéphane Robert                   | 6(3)-7, 6-3, [10-5]    |
| 8.  | 2 agosto 2014     | ATP Challenger Cortina, Cortina d'Ampezzo  | Terra rossa  | Juan Lizariturry        | Lee Hsin-han Vahid Mirzadeh                     | 7-5, 3-6, [10-8]       |
| 9.  | 10 ottobre 2015   | Mohammedia Open, Mohammedia                | Terra rossa  | Mark Vervoort           | Roberto Carballés Baena Pablo Carreño Busta     | 3-6, 7-6(2), [12-10]   |
| 10. | 10 settembre 2016 | Copa Sevilla, Siviglia                     | Terra gialla | Oriol Roca Batalla      | Ariel Behar Enrique López Pérez                 | 6-2, 6-5 rit.          |
| 11. | 2 settembre 2017  | Spain F27, San Sebastián                   | Terra rossa  | Daniel Gimeno Traver    | Alejandro Davidovich Fokina Alexis Klégou       | 4-6, 7-5, [10-6]       |
| 12. | 9 settembre 2017  | Copa Sevilla, Siviglia                     | Terra gialla | Pedro Cachín            | Ivan Gakhov David Vega Hernández                | 7-6(5), 3-6, [10-5]    |
| 13. | 12 ottobre 2019   | M25 Riba-roja de Túria                     | Terra rossa  | Oriol Roca Batalla      | Nicolás Alberto Arreche Franco Feitt            | 6-2, 6-1               |
| 14. | 7 marzo 2020      | M25 Murcia                                 | Terra rossa  | Oriol Roca Batalla      | Sergio Martos Gornés David Pérez Sanz           | 7-6(3), 6-3            |
| 15. | 28 novembre 2020  | Lima Challenger, Lima, Perù                | Terra rossa  | Oriol Roca Batalla      | Collin Altamirano Vitaliy Sachko                | 6-3, 6-4               |
| 16. | 9 aprile 2022     | Murcia Open, Murcia                        | Terra rossa  | Oriol Roca Batalla      | Pedro Cachín Martín Cuevas                      | 6(4)-7, 7-6(4), [10-7] |
| 17. | 4 giugno 2022     | M25 La Nucia                               | Terra rossa  | Oriol Roca Batalla      | Álvaro López San Martín Alex Marti Pujolras     | 6-2, 2-6, [13-11]      |
| 18. | 2 luglio 2022     | Internationaux de Tennis de Troyes, Troyes | Terra rossa  | Oriol Roca Batalla      | Thiago Agustín Tirante Juan Bautista Torres     | 6-1, 6-2               |
| 19. | 27 agosto 2022    | M25 Santander                              | Terra rossa  | Sergi Pérez Contri      | Titouan Droguet Grégoire Jacq                   | 6-3, 6-4               |
| 20. | 3 settembre 2022  | M25 Oviedo                                 | Terra rossa  | Oriol Roca Batalla      | Álvaro López San Martín Carlos Sánchez Jover    | 6-2, 6-2               |
| 21. | 4 marzo 2023      | M25 Torelló                                | Terra rossa  | Oriol Roca Batalla      | John Echeverria Alejandro Moro Cañas            | 7-5, 6-4               |
| 22. | 3 giugno 2023     | Troisdorf Challenger, Troisdorf            | Terra rossa  | Oriol Roca Batalla      | Manuel Guinard Gregoire Jacq                    | 6-2, 7-6(1)            |
| 23. | 27 luglio 2024    | Tampere Open, Tampere                      | Terra rossa  | Daniel Rincón           | Thomas Fancutt Johannes Ingildsen               | 6-3, 6-4               |
| 24. | 8 febbraio 2025   | Tenerife Challenger, Tenerife              | Cemento      | Daniel Rincón           | Nicolás Álvarez Varona Iñaki Montes de la Torre | 6-2, 6-4               |